# Doris Cove
Die Doris Cove (englisch; bulgarisch залив Дорис saliw Doris) ist eine 1,3 km breite und 600 m lange Bucht im Südwesten von Greenwich Island im Archipel der Südlichen Shetlandinseln. Sie liegt südlich des Oborishte Ridge und nordwestlich des Ephraim Bluff. Die Bucht entstand durch den Rückzug des Wulfila-Gletschers in den ersten zwei Jahrzehnten des 21. Jahrhunderts.
Die bulgarische Kommission für Antarktische Geographische Namen benannte sie 2020 nach der Okeanide Doris aus der griechischen Mythologie.